# Indeks saprobów
Indeks saprobów – wskaźnik biologiczny używany w biomonitoringu wód, bioindykator stopnia zanieczyszczenia wód śródlądowych (głównie rzek), bazujący na cechach organizmów żywych, ich autekologii, analizie częstości występowania gatunków przewodnich w strefach saprobowych (saprobia, saproby). Opracowany i stosowany był krajach RWPG, obecnie zastępowany jest w monitoringu przez indeksy biotyczne (zob. Polski indeks biotyczny).